# Stamceltherapie
Stamceltherapie is een onderdeel van regeneratieve geneeskunde en kan gezien worden als een nieuwe tak in de medische therapeutische benadering van ziekten en traumata waarbij de basis idee bestaat uit de transplantatie van - al dan niet gedifferentieerde - stamcellen ter vervanging van afwezige of defecte cellen, weefsels of organen.
De stamceltherapie is benaderbaar vanuit vele gezichtspunten, zowel wat herkomst als wat bestemming van de stamcellen betreft. Onder stamcellen verstaan we meestal pluripotente cellen.
Deze cellen kunnen ook genetisch identiek gemaakt worden aan de cellen van de patiënt, door nucleaire transfer, men spreekt dan van therapeutisch klonen.
De stamcellen die gebruikt worden kunnen van drie verschillende locaties afkomstig zijn:
- Autoloog: de stamcellen zijn afkomstig van de patiënt zelf, ze kunnen bijvoorbeeld uit het beenmerg geoogst worden
- Allogeen: stamcellen zijn afkomstig van een andere mens, of bij proefdieren, van een ander dier van dezelfde soort
- Xenogeen: stamcellen afkomstig van een andere diersoort. Zo spreekt men van een xenogene transplantatie wanneer menselijke stamcellen bij een proefdier worden ingebracht.

## Oorsprong van stamcellen

### Beenmerg
Het merendeel van de stamcellen in een volwassen lichaam zijn terug te vinden in het beenmerg. Stamcellen doen in een volwassen lichaam zeer uitzonderlijk aan regeneratie. Hierbij migreren zij vanuit het beenmerg via de bloedbaan naar de gewenste locatie om zich daar om te vormen tot het juiste celtype en zich te integreren. Het verloop van dit proces is het onderwerp van een aantal veelbelovende onderzoeken, dewelke meer inzicht kunnen bieden in het ontstaan en onderhoud van het lichaam. Een punctie van het beenmerg was gedurende jaren de enige mogelijkheid om stamcellen te verzamelen, gelukkig zijn recent andere mogelijkheden aan het licht gekomen.

### Bloed
Het bloed bevat in principe amper stamcellen. Door toediening van groeifactoren uit het beenmerg, kunnen stamcellen echter overtuigd worden om zich in de bloedbaan te begeven. Op die manier is het toch mogelijk om bij bloedafname een aanzienlijke hoeveelheid stamcellen te kunnen verkrijgen.

### Navelstrengbloed
Een embryo heeft veel meer stamcellen dan een volwassen lichaam, omdat de weefsels zich nog volop aan het ontwikkelen zijn. Kind en moeder wisselen tijdens de zwangerschap voedingsstoffen uit via de navelstreng, die verbonden is met de placenta. Op het ogenblik dat de navelstreng wordt doorgeknipt, bevindt er zich dus embryonaal bloed in de navelstreng dat rijk is aan embryonale stamcellen. Dit bloed kan, mits akkoord van beide ouders, gedoneerd worden aan een navelstrengbloedbank voor wetenschappelijk onderzoek. De procedure is ongevaarlijk voor het kind, pijnloos voor de moeder en volkomen gratis.

### Amniotische epitheliale stamcellen
Er zijn verschillende onderzoeken uitgevoerd naar de potentiële voordelen van het gebruik van amniotische epitheliale stamcellen in verschillende delen van het lichaam. Een mogelijk gebruik van deze cellen omvat stamceltherapieën gericht op het verminderen van ontstekingen en littekens.

### Gelei van Wharton
Stamcellen in de gelei van Wharton kunnen worden geëxtraheerd, gekweekt en aangezet om te differentiëren tot volwassen celtypen zoals zenuwcellen.
De gelei van Wharton is daarom een potentiële bron van volwassen stamcellen.

### Volwassen organen
De meeste organen bezitten in hun weefsels een plaatselijke populatie van stamcellen. Deze stamcellen kunnen zich omvormen tot de nodige cellen van het desbetreffende orgaan, wanneer er beschadiging optreedt. Hoeveel cellen er zo aanwezig zijn en op welke prikkels ze reageren wordt momenteel nog onderzocht.

## Voorbeelden van mogelijke bestemming van stamcellen
- β-cellen bij diabetes mellitus
- Huidtransplantaten bij grote derdegraads brandwonden
- Levercellen bij cirrose
- Neuronen bij de ziekte van Alzheimer
- ... bij de ziekte van Parkinson
- ... bij herseninfarct
- Dystrofine-eiwit bij duchennespierdystrofie
- Hartspiercellen of vasculaire groeifactoren bij myocardinfarct
- Beenmergcellen bij leukemie
- ... bij amyotrofe laterale sclerose (ALS)
- ... bij multipele sclerose
- ... bij lupus erythematodes (auto-immuunziekte)
- ... bij ruggenmergletsels
- Reconstructie van geamputeerde ledematen
- Herstellen doofheid door nieuwe gehoorcellen.
- Herstellen van beschadigde weefsels zonder littekenvorming
- Behandeling van auto-immuunziekten
- GVHD (graft-versus-hostreactie) vanwege hun immuunregulerende eigenschappen.

## Verloop van stamceltherapie

### Injectie met stamcellen
Hierbij wordt er gebruikgemaakt van een externe voedingsbodem om de cellen buiten het lichaam te manipuleren. Stamcellen worden eerst geëxtraheerd, bijvoorbeeld uit het beenmerg, om ze verder te laten groeien op een kunstmatige voedingsbodem. In een tweede fase worden aan de voedingsbodem groeifactoren en cytokines toegevoegd die ervoor zorgen dat de stamcellen zich zullen omvormen tot functionele cellen, bijvoorbeeld hartspiercellen. De verkregen cellen worden nadien weer aan de patiënt toegediend ofwel via de bloedbaan, ofwel rechtstreeks in het gewenste weefsel.

#### Opzetten van stamcellijnen
Men oogst stamcellen (bijvoorbeeld embryonale) die men onder andere met behulp van enzymen vrijprepareert uit een blastocyste. Deze blastocysten zijn overblijfselen van ivf-behandelingen die na schriftelijke toestemming van beide ouders gebruikt mogen worden voor wetenschappelijk onderzoek.
Het cultiveren (telen of verveelvuldigen) van deze cellen doet men door deze cellen op een speciale voedingsbodem, feeder-layers, te enten (aan te brengen) en door deze onder de juiste omstandigheden te brengen, gaan de cellen zich vermenigvuldigen. Het is de bedoeling dat er geen spontane niet-gecontroleerde differentiaties van deze cellen optreden, dus dat ze ongedifferentieerd blijven tijdens het cultiveringsproces. Embryonale muizenstamcellen kunnen vrij gemakkelijk ongedifferentieerd in kweek worden gehouden door het toevoegen van LIF (leukemia inhibite factor). Voor humane embryonale stamcellijnen is dit een stuk complexer; de cellen hebben een hulpfactor nodig die actief wordt aangemaakt door fibroblasten (zogenaamde feeder cellen).
De problemen die men moet trotseren bij het werken met humane embryonale stamcellen zijn onder andere het vinden van het juiste voedingsmilieu voor deze cellen, het vermijden van contaminatie van de cellijnen door deze voedingsbodems (bijvoorbeeld muizenbindweefsel feederlayer), het afstellen van de juiste groei- en andere factoren voor het aanzetten tot prolifereren (vermenigvuldigen) van de cellen en het correct "enten" van deze proliferaties op nieuwe bodems. Het vermijden van differentiaties en het streven naar stabiele enten, waarbij er geen of weinig mutaties optreden tijdens het proces van proliferatie.
Recentelijk zijn er in het Utrechtse Hubrecht laboratorium enkele Nederlandse lijnen geïsoleerd. Naar schatting zijn er momenteel wereldwijd ongeveer 300 stamcellijnen geïsoleerd , maar slechts een klein gedeelte hiervan is volledig gekarakteriseerd.
Het in Singapore gevestigde ES cell international heeft recentelijk bekendgemaakt dat er nu voor het eerst stamcellijnen zijn geïsoleerd onder condities die een klinische toepassing mogelijk maken.

#### Differentiëren van stamcellen naar cellen, weefsels of organen
Na het cultiveren van humane stamcellijnen kan men overgaan tot het differentiëren van deze stamcellen naar cellen, weefsels of organen met de gewenste histologie. Hierbij is het belangrijk dat de differentiatie op een gecontroleerde manier gebeurt en moeten spontane woekeringen of instabiele of verkeerde differentiaties verhinderd worden.
Bijvoorbeeld bij het spontaan differentiëren van embryonale stamcellen uit blastocysten ontstaan er embryoid bodies.
Uit de kloneringsexperimenten blijkt dat, na het plaatsen van een pluripotente cel in het inwendige milieu van een (ontruimde) eicel, deze zich kan differentiëren tot een embryo. Hetgeen eigenlijk als een summum van stamceldifferentiatie kan beschouwd worden: het differentiëren tot een geheel van orgaansystemen.

#### Transplantatie
Afhankelijk van de oorsprong van de stamcellen zal er een auto- of een allotransplantatie gebeuren. Dit is het inbrengen van de stamcellen op de plaats van het beschadigde of afwezige weefsel. Bij een autotransplantatie gaat het om stamcellen afkomstig van de patiënt zelf. Deze kan men verkrijgen door therapeutisch kloneren of het gebruik van adulte stamcellen. Bij een allotransplantatie gaat het om stamcellen die van een andere persoon (of dier) afkomstig zijn. In de eerste situatie zullen er geen afstotingsverschijnselen zijn, omdat het om lichaamseigen materiaal gaat. In de tweede situatie kan het nodig zijn om immunosuppresiva te gebruiken om de afstotingsverschijnselen tegen te houden.
Stamcellen beschikken over de gave om zelf, na transplantatie bij de patiënt, aan te leggen op de plaats waar er hulp nodig is.

#### Resultaten
Eerste experimenten met betrekking tot stamceltherapie wijzen in positieve richting wat de slaagkansen van deze nieuwe vorm van therapie betreft. Zo ziet men reeds een herstel van chronisch ischemisch myocardweefsel na myocardinfarct nadat men circa 25,5 × 106 ongedifferentieerde mononucleaire beenmergstamcellen transendocardiaal autotransplanteerde op de plaatsen waar zich hibernerende myocardcellen bevonden. En hoewel uit onderzoek reeds is gebleken dat pluripotente stamcellen in staat zijn zich te differentiëren tot cardiomyocyten en endotheliale cellen, lijkt het er in dit experiment echter op dat het injecteren van de mononucleaire beenmergstamcellen eerder heeft bijgedragen tot de angio(neo)genese (vorming van nieuwe bloedvaten). Beenmergcelcomponenten secerneren immers een gamma aan cytokines, fibroblast groeifactoren en vasculaire endotheliale groeifactoren die allen bijdragen tot het natuurlijke proces van angiogenese. Toch moet er nog steeds voorzichtig worden omgesprongen met deze resultaten. Niet alle resultaten uit dierproeven zijn zonder meer te vertalen naar toepassingen op de mens, tevens tonen niet alle studies een immer positief beeld. Zo kan het gebeuren dat toediening van groeifactoren geen effect teweegbrengt of dat tumorvorming gestimuleerd wordt. Verder onderzoek blijft dus nodig om een beter inzicht te verwerven in de stamcelbiologie.
De snelle vooruitgang in stamcelonderzoeken heeft duidelijk aangetoond dat mesenchymale stamcellen (MSC's) veelbelovende stamcelbronnen vormen voor het herstel/de regeneratie van beschadigde weefsels/organen. Naast hun toepassing voor het herstellen van beschadigde weefsels, zijn MSC's ook gebruikt voor de behandeling van auto-immuunziekten en GVHD (graft-versus-hostreactie) vanwege hun immuunregulerende eigenschappen. Veel klinische onderzoeken hebben aangetoond dat MSC's de genezing van verschillende wonden kunnen bevorderen, waaronder chronische huidzweren veroorzaakt door diabetes mellitus, blootstelling aan straling en ischemie. Ook zijn de voordelen van MSC's in een hypertrofisch littekenmodel van konijnenoren gerapporteerd. Gezien de immuunregulerende eigenschappen van MSC's is het goed mogelijk dat MSC's littekenloze wondgenezing bevorderen. Een goede bron voor MSCs is de gelei van Wharton.

### Modulatie van de stamcelbiologie
Recent is men begonnen om de studie rond stamcellen vanuit een volledig ander perspectief te bekijken. Men probeert niet langer om stamcellen buiten het lichaam op te kweken tot een injecteerbare massa. In plaats daarvan concentreert men zich nu in de eerste plaats op de normale stamcelbiologie die hen drijft tot de vorming van nieuwe cellen in een orgaan. Als men de stamcellen in het beenmerg beschouwt, ziet men dat deze cellen af en toe migreren naar de bloedbaan, om zich vervolgens in een weefsel te nestelen en zich daar te integreren. Dit gebeurt voornamelijk wanneer het desbetreffende weefsel beschadigd is en is afhankelijk van een groot aantal regulatoren. Deze mechanismen kunnen door de mens gestimuleerd worden om zo meer stamcellen in de bloedbaan te krijgen, of om een betere aanhechting van stamcellen, bijvoorbeeld aan het hart, te verkrijgen. Hierbij moeten de stamcellen niet eerst uit het lichaam worden gehaald om ze dan weer te injecteren en kan men gebruikmaken van (relatief) gekende pathways. Wetenschappers die zulk onderzoek verrichten, worden geconfronteerd met het probleem dat de cellen waarmee geëxperimenteerd wordt vaak afkomstig zijn van proefdieren. De oppervlaktestructuur van deze cellen niet 100% dezelfde is als menselijke stamcellen, bijgevolg zijn niet alle gekende pathways identiek aan diegenen die zich in de mens voordoen.

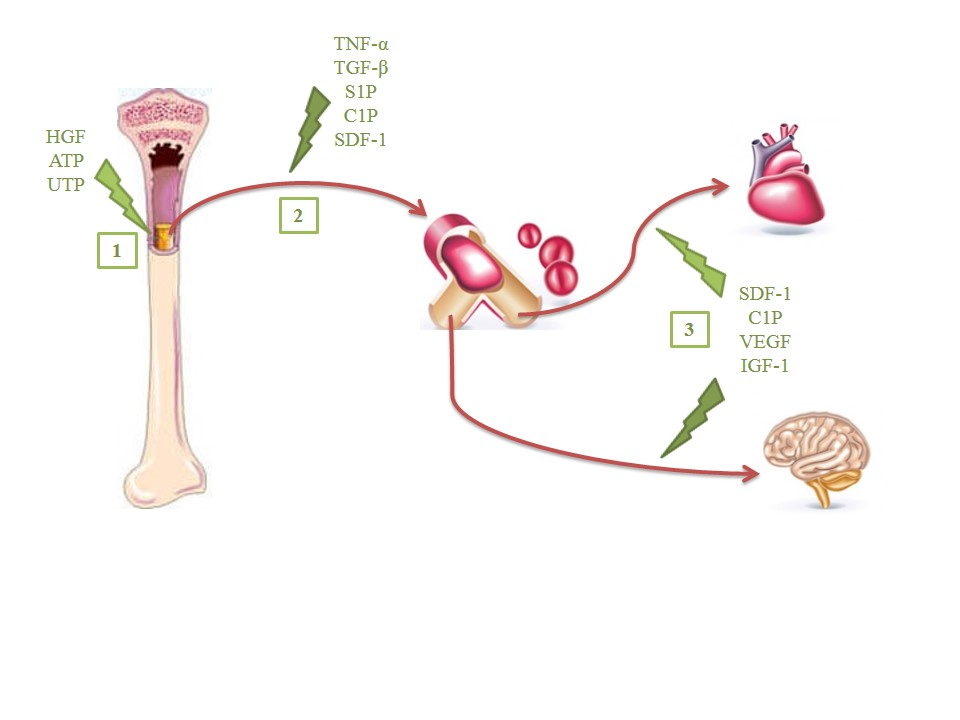
Schema migratie stamcellen 1. Proliferatie van stamcellen in het beenmerg 2. Migratie naar de bloedbaan 3. Integratie in het doelweefsel (bijvoorbeeld hart of hersenen)

##### Proliferatie in het beenmerg
Zowel adenosinetrifosfaat (ATP) als uridinetrifosfaat (UTP) zijn mediatoren die invloed hebben op de proliferatie, migratie en overlevingskansen van getransplanteerde stamcellen. In 2007 is vastgesteld dat UTP en in mindere mate ATP in samenwerking met andere cytokines een poel hematopoëtische stamcellen kunnen laten expanderen tot een volwaardige beenmergpopulatie in muizen waarvan het beenmerg volledig vernietigd was.
De hepatocye growth factor (HGF) is een cytokine dat voornamelijk wordt gevormd door mesenchymatische stamcellen. Het is betrokken bij de migratie, proliferatie en overleving van vele celtypen, waaronder beenmergstamcellen. Het mechanisme dat deze celtypen aanstuurt tot proliferatie, is niet volledig gekend. Wel is bekend dat HGF bindt op de Met receptor wat downstream aanleiding geeft tot, onder andere, de activatie van de PI3K/Akt pathway.

##### Migratie naar de bloedbaan
Sfingofosfolipiden zijn afgeleid van sfingosine en vormen een belangrijk onderdeel van de celmembraan. Zowel sfingosine als de geacetyleerde vorm, ceramide, zijn mogelijke precursoren voor respectievelijk sfingosine-1-fosfaat (S1P) en ceraminde-1-fosfaat (C1P). Toevoeging van deze fosfaatderivaten aan cellijnen leidt tot een sterke attractie van hematopoëtische precursor– en stamcellen.
Transforming growth factor-β is een cytokine dat een rol speelt in immuniteit, migratie van stamcellen, proliferatie en hypertrofie. TGF-β oefent zijn werking voornamelijk uit op mesenchymatische stamcellen, maar ook op endotheelprogenitorcellen.
Ook bij weefselbeschadiging speelt TGF-β een rol. Wanneer endotheelcellen TGF-β in de extracellulaire matrix secerneren, bevindt het zicht in een geïnactiveerde vorm. Bij weefselbeschadiging of inflammatie wordt deze vorm geactiveerd, waardoor TGF-β zijn werking kan uitoefenen. Deze geactiveerde vorm wordt dus ook uit endotheel vrijgesteld na beschadiging, en helpt in de migratie van stamcellen naar deze site. Tevens zorgt TGF-β ook voor activatie van het monocyte chemotactic protein-1 dat het signaal voor migratie nog verder zal versterken. Een aantal cytokines, waaronder TGF-β, die gesecerneerd door MSC’s kunnen een immunosuppressief effect hebben, door suppressie van T-celreceptor gemedieerde lymfocytproliferatie.

##### Huisvesting
De Stromale Cell-Derived factor-1 (SDF-1) grijpt aan op cellen met een CXCR4-receptor en reguleert een verscheidenheid aan fysiologische processen in de cel, zowel in normaal als in aangetast weefsel. De meeste effecten van SDF-1 zijn te verklaren door inductie van motiliteit, chemotaxis, adhesie. Wanneer de concentratie van SDF-1 op een plaats in het lichaam hoger wordt dan een vooropgestelde drempel, zullen de stamcellen in het beenmerg gestimuleerd worden om te migreren en te integreren op die plaats. Dit mechanisme kan tevens indirect getriggerd worden door de insuline growth factor 1.
Wanneer de IGF-1 aan mesenchymatsche stamcellen werd toegediend op de plaats van een hartinfarct, ziet men een vooruitgang in overleving en integratie in de gewenste zone. De groeifactor leidt tot een paracriene vrijstelling van SDF-1, waardoor er een migratiestroom ontstaat. SDF-1 is in staat om de stamcellen correct in het weefsel te integreren, wat leidt tot een verbetering van de hartfunctie. Het uiteindelijke resultaat is een doorgedreven angiomyogenese door IGF-1 via SDF-1.

## Praktische mogelijkheden
Als de stamceltherapie op punt staat, is het aanleggen van een weefselbank met stamcellen uit navelstrengbloed van elk individu erg zinvol. Op deze manier beschikt men voor de meeste personen over onaangetaste 'jonge' stamcellen waarmee veel ziekten, aandoeningen en trauma's genezen en hersteld kunnen worden.

## Ethische bezwaren
- Over de herkomst van de 'reserveonderdelen'. Bijvoorbeeld: nieuwe pancreascellen voor een diabetespatiënt zijn eigenlijk een ontrafeld en bewerkt embryo.
- Productie van embryo's voor stamceltherapie. Het grote probleem is de vraag wanneer men kan spreken van menselijk leven. Tegenstanders van stamceltherapie, zoals christelijke bewegingen, beweren dat men van een individu kan spreken vanaf het ogenblik van bevruchting. Voorstanders van stamceltherapie beweren dan dat een embryo niet als levende mens kan beschouwd worden omdat het nog niet beschikt over de specifieke menselijke kenmerken zoals bewustzijn, gevoel, ...
- Gebruik van 'overtollige' embryo's (die niet meer voor terugplaatsing in aanmerking komen omwille van genetische afwijkingen bijvoorbeeld)

## Andere toepassingen voor stamcellen
Een waardevoller alternief bieden voor proefdieren of computersimulaties in de farmacologische industrie. Stamcellen kunnen gebruikt worden voor het modelleren van genetische ziekten. Ook kunnen op gecultiveerde stamcellijnen nieuwe geneesmiddelen worden getest om zo eventuele toxiciteit voortijdig op te sporen. Verder zullen zij de wetenschap in staat stellen basisonderzoek te verrichten op humane cellen en diepere inzichten te creëren in de functie van genen en molecules (zoals groeifactoren en nutriënten) tijdens de embryologische ontwikkeling.

## Huidige situatie
Stamcelonderzoek en -therapie zijn een volledig nieuw ontwikkelingsveld waar op vele vlakken grote doorbraken te verwachten zijn.
Het onderzoek naar stamceltherapie staat nog in zijn beginfase; bij het trachten opzetten van humane stamcellijnen. Het oogsten lukt reeds, het cultiveren en prolifereren lukt slechts in enkele centra ter wereld. De volgende fase: het gecontroleerd differentiëren is volop in ontwikkeling.

De Zuid-Koreaanse overheid stimuleert al geruime tijd stamcelonderzoek en reproductief klonen; baanbrekend zijn de resultaten van Dr. Hwang Woo Suk en zijn team. In december 2005 heeft men echter ontdekt dat de spectaculaire resultaten van Dr. Hwang Woo Suk volledig bleken te zijn gefabriceerd. Naar aanleiding van dit fraudeschandaal werden hij en zes andere leden van zijn team op 9 februari 2006 door de universiteit geschorst. Op 20 maart 2006 werd Dr. Hwang Woo Suk officieel ontslagen uit zijn functie van hoogleraar aan de SNU (Seoul National University).
In China pasten rond 2005 Dr. Huang Hongyun en zijn team stamceltherapie toe op ALS-patiënten en andere neurologische patiënten, zoals mensen met een dwarslaesie. De cellen werden geoogst uit de reukzenuw van geaborteerde foetussen en werden in het hersenvocht gespoten. Hoewel er slechts tijdelijke subjectieve verbetering zichtbaar was, sleepten ook uit België en Nederland wanhopige patiënten zich met hun laatste krachten naar China
In Groot-Brittannië stemde de overheid op 11 augustus 2004 in met het klonen van menselijke embryo's voor wetenschappelijk onderzoek.
In Zwitserland stemde de bevolking op 28 november 2004 in met het gebruik van stamcellen uit menselijke embryo's, zie Referendum in Zwitserland.
In de Verenigde Staten zijn federale subsidies voor onderzoek met gebruik van embryo's verboden sinds 1995. Het onderzoek blijft onderwerp van publieke debatten. Voorstander van onderzoek met embryo's is voormalig first lady Nancy Reagan. Haar echtgenoot Ronald Reagan leed aan de ziekte van Alzheimer, die genezen zou kunnen worden met stamceltherapie. De 44ste President van de Verenigde Staten, Barack Obama, heeft op 9 maart 2009 aangekondigd dat wetenschappelijk stamcelonderzoek weer gesubsidieerd zal worden.
In Keulen, Duitsland, houdt het XCell-Center zich bezig met het uitbaten van stamcellen bij ziekten als diabetes mellitus en de ziekte van Parkinson.
Het betreft adulte stamcellen uit het bloed van de patiënt zelf. Bij diabetes worden die via de slagader naar het pancreas gebracht. Bij de ziekte van Parkinson worden ze in het hersenvocht gebracht door middel van een ruggenprik Er is geen bewijs voor de werkzaamheid van deze behandeling. Weliswaar worden er gegevens via de website gepresenteerd, maar dit onderzoek is methodisch zo zwak, dat er geen conclusies aan mogen worden verbonden. (O.a: niet onafhankelijk, niet placebogecontroleerd, weinig harde data en veel subjectieve beoordelingen.).
Per 1 januari 2007 wordt klinische stamceltherapie in Nederland verboden. Volgens het ministerie van Volksgezondheid zijn er nog te veel risico's aan stamceltherapie verbonden. Enkel de academische centra en het Nederlands Kanker Instituut mogen de therapie als experiment toepassen.
Sinds begin 2013 is het wetenschappers gelukt om humane stamcellen driedimensionaal te printen vanuit bio-inkt. Deze manier zou in de toekomst bruikbaar kunnen worden om een grotere hoeveelheid stamcellen te bekomen, zonder ethische bezwaren. Vanaf oktober 2013 zal in Thailand gestart worden met experimentele stamceltherapie op een twintigtal vrijwilligers.